# Seznam premiérů Ukrajiny
Toto je seznam předsedů vlád Ukrajiny, od jejího osamostatnění v roce 1991. Za jejich předchůdce lze považovat premiéry Ukrajinské lidové republiky (Volodymyr Vynnyčenko, Dmytro Dorošenko, Vsevolod Holubovyč, Volodymyr Čechivskyj, Serhij Ostapenko, Borys Martos, Isaak Mazepa), Ukrajinského státu (Mykola Vasylenko, Fedir Lyzohub, Serhij Gerbel), ukrajinské exilové vlády nebo předsedy Rady lidových komisařů a později Rady ministrů Ukrajinské sovětské socialistické republiky (prvním byl Christian Rakovskij, patřil k nim i Nikita Chruščov, plných patnáct let jím byl Oleksandr Ljaško).

| Pořadí | Portrét | Premiér                        | V úřadu od         | V úřadu do         | Strana                                    | Volby | Vláda          |
| ------ | ------- | ------------------------------ | ------------------ | ------------------ | ----------------------------------------- | ----- | -------------- |
| 1.     |         | Vitold Fokin (1932–2025)       | 18. dubna 1991     | 2. října 1992      | nestraník                                 | –     | Fokin          |
| 2.     |         | Leonid Kučma (* 1937)          | 13. října 1992     | 22. září 1993      | nestraník                                 | –     | Kučma          |
| 3.     |         | Vitalij Masol (1928–2018)      | 16. června 1994    | 1. března 1995     | nestraník                                 | 1994  | Masol          |
| 4.     |         | Jevhen Marčuk (1941–2021)      | 1. března 1995     | 28. května 1996    | nestraník                                 | –     | Marčuk         |
| 5.     |         | Pavlo Lazarenko (* 1953)       | 28. května 1996    | 2. července 1997   | nestraník                                 | –     | Lazarenko I-II |
| 6.     |         | Valerij Pustovojtenko (* 1947) | 30. července 1997  | 22. září 1999      | Národně-demokratická strana               | 1998  | Pustovojtěnko  |
| 7.     |         | Viktor Juščenko (* 1954)       | 22. září 1999      | 29. května 2001    | Národně-demokratická strana               | –     | Juščenko       |
| 8.     |         | Anatolij Kinach (* 1954)       | 29. května 2001    | 21. listopadu 2002 | Strana průmyslníků a podnikatelů Ukrajiny | –     | Kinach         |
| 9.     |         | Viktor Janukovyč (* 1950)      | 21. listopadu 2002 | 5. ledna 2005      | Strana regionů                            | 2002  | Janukovyč I    |
| 10.    |         | Julija Tymošenková (* 1960)    | 24. ledna 2005     | 8. září 2005       | Baťkivščyna                               | –     | Tymošenková I  |
| 11.    |         | Jurij Jechanurov (* 1948)      | 8. září 2005       | 4. srpna 2006      | Naše Ukrajina                             | –     | Jechanurov     |
| (9.)   |         | Viktor Janukovyč (* 1950)      | 4. srpna 2006      | 18. prosince 2007  | Strana regionů                            | 2006  | Janukovyč II   |
| (10.)  |         | Julija Tymošenková (* 1960)    | 18. prosince 2007  | 4. března 2010     | Baťkivščyna                               | 2007  | Tymošenková II |
| 12.    |         | Mykola Azarov (* 1947)         | 11. března 2010    | 28. ledna 2014     | Strana regionů                            | 2012  | Azarov I-II    |
| 13.    |         | Arsenij Jaceňuk (* 1974)       | 27. února 2014     | 14. dubna 2016     | Baťkivščyna / Lidová fronta               | 2014  | Jaceňuk I-II   |
| 14.    |         | Volodymyr Hrojsman (* 1978)    | 14. dubna 2016     | 29. srpna 2019     | Evropská solidarita                       | –     | Hrojsman       |
| 15.    |         | Oleksij Hončaruk (* 1984)      | 29. srpna 2019     | 4. března 2020     | Služebník lidu                            | 2019  | Hončaruk       |
| 16.    |         | Denys Šmyhal (* 1975)          | 4. března 2020     | 17. července 2025  | nestraník                                 | –     | Šmyhal         |
| 17.    |         | Julija Svyrydenková (* 1985)   | 17. července 2025  | úřadující          | nestraník                                 | –     | Svyrydenková   |